# لانسکی (فیلم ۲۰۲۱)
لانسکی (انگلیسی: Lansky) یک فیلم درام و فیلم زندگی‌نامه‌ای آمریکایی محصول سال ۲۰۲۱ به نویسندگی و کارگردانی ایتان راکوی با بازی هاروی کایتل، سم ورثینگتون، آناسوفیا راب، جکی کروز، جان ماگارو، دیوید کید، دیوید جیمز الیوت، آلاون آبوتبول و مینکا کلی است.

## داستان
هنگامی که مأمورین فدرال «مایر لانکسی» سالخورده را به ظن پس‌انداز میلیون‌ها دلار طی نیم قرن مورد بازرسی قرار می‌دهند، گانگستر بازنشسته رازهای ناگفتهٔ زیادی را در مورد زندگی‌اش به عنوان رئیس بدنام گروه “Murder, Inc” و سندیکای تبه‌کار بین‌المللی، برملا می‌کند.

## تولید
فیلمبرداری در طی ۲۰ روز در آلاباما در فوریه ۲۰۲۰ به طول انجامید.